# Jeremy Northam
Jeremy Northam, né le 1er décembre 1961 à Cambridge, Angleterre est un acteur britannique.

## Biographie
Jeremy Northam est né le 1er décembre 1961 à Cambridge, Angleterre.
Sa mère Rachel Northam (née Howard) est professeur d'économie, et son père, John Northam, professeur de littérature et de théâtre, et spécialiste de Henrik Ibsen, qui enseigne au Clare College de l'Université de Cambridge, puis à l'Université de Bristol.
Il a deux frères, Christopher et Timothy Northam et une sœur, Katherine Northam, tous plus âgés.
Il fait ses études supérieures à l'Université de Londres, où il obtient en 1984 un baccalauréat universitaire ès lettres anglaises. Il étudie l'art dramatique au Bristol Old Vic Theatre School.

## Carrière
En 1989, il remplace Daniel Day-Lewis dans le premier rôle d'Hamlet et remporte en 1990 le Laurence Olivier Award du meilleur espoir pour son interprétation dans The Voysey Inheritance de Harley Granville Barker.
Dans les années 1990 et 2000, il apparaît dans plusieurs films, dont Carrington de Christopher Hampton (1995), Traque sur Internet (The Net) (1995), Emma, l'entremetteuse (Emma) de Douglas McGrath (1996), L'Honneur des Winslow (The Winslow Boy) de David Mamet (1999), Un mari idéal (An Ideal Husband) d'Oliver Parker (1999) et Enigma de Michael Apted (2001).
Il interprète l'acteur et chanteur Ivor Novello dans Gosford Park de Robert Altman (2001) qui lui vaut, avec les autres acteurs et actrices du film, le Screen Actors Guild Award de la meilleure distribution en 2002. Il assume un rôle aux multiples identités dans le film de science-fiction Cypher (2002) de Vincenzo Natali.
À la télévision, il incarne Dean Martin dans le téléfilm américain Martin and Lewis (en) en 2002. Et Thomas More dans la série télévisée canado-irlandaise Les Tudors de 2007 à 2008.

## Filmographie

### Cinéma
- 1992 : Les Hauts de Hurlevent (Wuthering Heights) de Peter Kosminsky : Hindley Earnshaw
- 1992 : Soft Top Hard Shoulder de Stefan Schwartz : John
- 1995 : Traque sur Internet (The Net) d'Irwin Winkler : Jack Devlin
- 1995 : Carrington de Christopher Hampton : Beacus Penrose
- 1995 : Les Démons du passé (Voices) de Malcolm Clarke : Philip Heseltine / Peter Warlock
- 1996 : Emma, l'entremetteuse (Emma) de Douglas McGrath : Mr Knightley
- 1997 : Amistad de Steven Spielberg : Juge Coglin
- 1997 : Mimic de Guillermo del Toro : Dr Peter Mann
- 1998 : Les Folies de Margaret (The Misadventures of Margaret) de Brian Skeet : Edward Nathan
- 1998 : The Tribe de Stephen Poliakoff : Jamie
- 1999 : Un mari idéal (An Ideal Husband) d'Oliver Parker : Sir Robert Chiltern
- 1999 : L'Honneur des Winslow (The Winslow Boy) de David Mamet : Sir Robert "Bobby" Morton
- 1999 : Gloria de Sidney Lumet : Kevin
- 1999 : Happy, Texas de Mark Illsley : Harry Sawyer, alias Steven "Steve"
- 2000 : La Coupe d'or (The Golden Bowl) de James Ivory : Prince Amerigo
- 2001 : Enigma de Michael Apted : Wigram
- 2001 : Gosford Park de Robert Altman : Ivor Novello
- 2002 : Possession de Neil LaBute : Randolph Henry Ash
- 2002 : Cypher de Vincenzo Natali : Morgan Sullivan / Jack Thursby / Sebastian Rooks
- 2003 : The Singing Detective de Keith Gordon : Mark Binney
- 2003 : Crime contre l'humanité (The Statement) : Colonel Roux
- 2004 : Bobby Jones, naissance d'une légende (Bobby Jones: Stroke of Genius) de Norman Jewison : Walter Hagen
- 2005 : Tournage dans un jardin anglais (A Cock and Bull Story) de Michael Winterbottom : Mark
- 2005 : Guy X de Saul Metztein : Lane Woolwrap
- 2007 : Invasion (The Invasion) d'Oliver Hirschbiegel : Tucker Kaufman
- 2008 : Dean Spanley de Toa Fraser : Fisk Junior
- 2009 : Création de Jon Amiel : Révérend John Innes
- 2009 : Lady Keyes : Celle qui en savait trop (Glorious 39) de Stephen Poliakoff : Balcombe
- 2015 : Eye in the Sky de Gavin Hood : Brian Woodale
- 2016 : Un traître idéal (Our Kind of Traitor) de Susanna White : Aubrey Longrigg
- 2016 : L'Homme qui défiait l'infini (The Man Who Knew Infinity) de Matthew Brown : Bertrand Russell
- 2019 : Official Secrets de Gavin Hood : Ken Macdonald
- 2023 : Freud, la dernière confession (Freud's Last Session) de Matthew Brown : Ernest Jones

### Télévision

#### Séries télévisées
- 1987 : American Playhouse: Mr Benson
- 1988 : Piece of Cake : "Fitz" Fitzgerald
- 1988 - 1989 : Wish Me Luck : Colin Beale
- 1992 : Le Manoir secret (A Fatal Inversion) : Rufus Fletcher
- 1993 : Hercule Poirot (Agatha Christie's Poirot) : Hugo Trent
- 2007 : Les Tudors (The Tudors) : Thomas More
- 2010 : Miami Medical : Dr Matthew Proctor
- 2012 : White Heat : Edward
- 2014 : New Worlds : Charles II
- 2016 - 2017 : The Crown : Anthony Eden

#### Téléfilms
- 1995 : Une délicate affaire (A Village Affair) de Moira Armstrong : Anthony Jordan
- 2002 : Martin and Lewis de John Gray : Dean Martin
- 2008 : Fiona's Story d'Adrian Shergold : Simon

## Voix françaises
| - Bernard Gabay dans : - Traque sur Internet - Gloria - Renaud Marx dans : - Emma, l'entremetteuse - Gosford Park - Guillaume Orsat dans : - Mimic - Les Folies de Margaret - Patrice Baudrier dans : - Possession - Invasion | - Bruno Choël dans : - Les Tudors (série télévisée) - Eye in the Sky - Serge Faliu dans : (les séries télévisées) - Miami Medical - The Crown Et aussi - Daniel Lafourcade dans Les Hauts de Hurlevent - Éric Legrand dans Amistad - Bernard Lanneau dans Cypher - Éric Herson-Macarel dans The Singing Detective - Pierre Tessier dans Crime contre l'humanité - Guy Chapellier dans Bobby Jones, naissance d'une légende - Patrick Delage dans Un traître idéal - Pascal Racan dans L'Homme qui défiait l'infini |